# Куровское (Вологодская область)
Куровское — деревня в Вологодском районе Вологодской области.
Входит в состав Кубенского сельского поселения, с точки зрения административно-территориального деления — в Кубенский сельсовет.
Расстояние по автодороге до районного центра Вологды — 31 км, до центра муниципального образования Кубенского — 1 км. Ближайшие населённые пункты — Бирючево, Клокуново, Ширяево, Олехово, Алёшино, Папино, Кашкалино, Погост Воскресенье, Коншино, Деревенцево, Кубенское.
По переписи 2002 года население — 7 человек.